# ماسافومي هيراي
ماسافومي هيراي (باليابانية: 平井正史؛ بالكانا: ひらい まさふみ) هو لاعب كرة قاعدة ياباني، ولد في 21 أبريل 1975 في يواجيما في اليابان.

## وصلات خارجية
- ماسافومي هيراي على موقع الدوري الياباني لكرة القاعدة (الإنجليزية)
- ماسافومي هيراي على موقعبيزبول رفرنس.كوم (الدوري الثانوي) (الإنجليزية)